# Kletice
Kletice jsou malá vesnice, část obce Svojšice v okrese Příbram ve Středočeském kraji. Nachází se asi jeden kilometr severně od Svojšic. Vesnicí protéká Svojšický potok. Je zde evidováno 19 adres. V roce 2011 zde trvale žilo sedmnáct obyvatel.
Kletice jsou také název katastrálního území o rozloze 1,44 km².

## Historie
První písemná zmínka o vesnici pochází z roku 1331.

## Obyvatelstvo
| Rok            | 1869 | 1880 | 1890 | 1900 | 1910 | 1921 | 1930 | 1950 | 1961 | 1970 | 1980 | 1991 | 2001 | 2011 | 2021 |
| -------------- | ---- | ---- | ---- | ---- | ---- | ---- | ---- | ---- | ---- | ---- | ---- | ---- | ---- | ---- | ---- |
| Počet obyvatel | 143  | 129  | 110  | 104  | 93   | 100  | 83   | 57   | 53   | 41   | 26   | 17   | 10   | 17   | 16   |
| Počet domů     | 18   | 19   | 19   | 19   | 19   | 19   | 19   | 21   | 21   | 16   | 13   | 15   | 15   | 16   | 15   |

## Obecní správa
Při sčítání lidu v letech 1850–1879 Kletice byly samostatnou obcí v okrese Blatná. V letech 1880–1979 byly osadou obce Svojšice, se kterým patřily nejprve do okresu Blatná, ale od roku 1960 v okrese Příbram. Od 1. ledna 1980 do 23. listopadu 1990 byly částí města Březnice v okrese Příbram. Od 24. listopadu 1990 jsou opět částí obce Svojšice v okrese Příbram.